# Tricalysia trachycarpa
Tricalysia trachycarpa är en måreväxtart som beskrevs av Elmar Robbrecht. Tricalysia trachycarpa ingår i släktet Tricalysia och familjen måreväxter.
Artens utbredningsområde är Kongo-Kinshasa. Inga underarter finns listade i Catalogue of Life.